# Тарнув-Бицький
Тарнув-Бицький (пол. Tarnów Bycki, нім. Deutsch Tarnau) — село в Польщі, у гміні Битом-Оджанський Новосольського повіту Любуського воєводства.
Населення — 85 осіб (2011).
У 1975—1998 роках село належало до Зеленогурського воєводства.

## Демографія
Демографічна структура станом на 31 березня 2011 року:
|          | Загалом | Допрацездатний вік | Працездатний вік | Постпрацездатний вік |
| -------- | ------- | ------------------ | ---------------- | -------------------- |
| Чоловіки | 47      | 7                  | 37               | 3                    |
| Жінки    | 38      | 6                  | 25               | 7                    |
| Разом    | 85      | 13                 | 62               | 10                   |